# Polyamour
Ne doit pas être confondu avec adultère, libertinage, échangisme ou polygamie.

Drapeau de la communauté polyamoureuse, créé par Red Howell en 2022. Ce design a été sélectionné parmi quatre via un sondage en ligne conduit par le blog PolyamProud en novembre 2022.

Le polyamour, aussi appelé la polyamorie ou le pluriamour (du grec ancien πολύς / polús, « nombreux », et du latin amor, « amour »), est une orientation relationnelle qui désigne la capacité à aimer et/ou avoir de l'affection pour plusieurs personnes en même temps, ce qui peut se traduire par plusieurs relations amoureuses non exclusives, avec le consentement éclairé de tous les partenaires. Ce comportement amoureux et sexuel est souvent confondu à tort avec l'adultère (le fait d'avoir des rapports avec une autre personne que son conjoint), le libertinage (le fait de ne pas respecter les normes morales et sexuelles de son temps), l'échangisme (échange temporaire des partenaires chez les libertins) et la polygamie (avoir plusieurs unions légitimes).[pertinence contestée]
Les relations non exclusives se veulent fondées sur la liberté, l'égalité et l'honnêteté entre partenaires, le respect des choix individuels et de l'autonomie de chacun, ainsi que le consentement sexuel.
Des personnes qui ne sont pas polyamoureuses peuvent être engagées dans des relations non exclusives : on parle alors de personnes « polyaccueillantes ».

## Définition
Le polyamour se définit comme « l'orientation relationnelle qui représente la capacité d’affectionner plusieurs personnes en même temps ». Les relations polyamoureuses (par exemple trouple, relation polyamoureuse hiérarchique, anarchie relationnelle…) sont des schémas relationnels non exclusifs choisis pour s’engager/relationner avec autrui. Les relations polyamoureuses sont une forme assumée de relation avec plusieurs partenaires.
Les relations non exclusives sont parfois confondues avec :
- l'adultère[7], qui est une forme de non-exclusivité, mais non consentie par tous les partenaires ;
- l'échangisme ou le libertinage, qui sont des formes de non-exclusivité sexuelle à visée récréative pour un couple (ou un(e) célibataire), mais qui impliquent tout de même une exclusivité affective ou sentimentale et ne comportent pas la dimension éthique et politique du concept de polyamour[8] (remise en question de la monogamie) ;
- la polygamie, qui est une non-exclusivité conjugale ou matrimoniale. Certaines relations polyamoureuses n'impliquent pas forcément une vie conjugale ou un mariage. De plus, les polyamoureux évitent le terme polygamie[8], celui-ci étant « devenu synonyme de polygynie — un homme avec plusieurs femmes »[9].

## Historique et terminologie

### Naissance des concepts
Dans un ouvrage intitulé Le Nouveau Monde amoureux, écrit en 1816 mais qui ne sera publié qu'en 1967, le philosophe Charles Fourier définit les bases théoriques de « l’amour multiple », une diversité romantique vécue et assumée. Charles Fourier critique de façon radicale le mariage exclusif, qui réduit les femmes à la condition de « ménagères », encourageant leur « asservissement ». Il appelle à la multiplication des liens amoureux au cœur d’« un ordre compatible avec le développement des passions » et permettant d’« innover en jouissance amoureuse ».
Au début des années 1920, au sein des mouvements marxistes et libertaires, naît la première théorisation des relations non exclusives, sous le nom d'« amour-camaraderie » chez l'autrice soviétique Alexandra Kollontaï, qui en définit trois principes :
- l'égalité des rapports mutuels ;
- l'absence de possessivité et la reconnaissance des droits individuels de chacun des membres du couple ;
- l'empathie et le souci réciproque du bien-être de l'autre.

Pour Alexandra Kollontaï, le mariage bourgeois et la fidélité des femmes est une « captivité amoureuse », dictée par le souci de « concentrer le capital » économique dans une même famille.
Le terme « polyamory » apparaît pour la première fois aux États-Unis au cours des années 1960, en référence à la pratique non monogame responsable décrite dans En terre étrangère, un roman de Robert A. Heinlein, auteur américain de science-fiction, qui aura une importante influence sur la contre-culture des années 1970 aux États-Unis. Le mot devient d'usage courant à partir de la fin des années 1990, principalement sur Internet, via des sites dédiés ou sur le forum Usenet alt.polyamory, créé en 1992 par Jennifer Wesp. En 2007, le mot anglais polyamory entre dans le Oxford English Dictionary.
Depuis la seconde moitié des années 2000, le « polyamour » obtient une visibilité médiatique de plus en plus importante. Des ouvrages, comme La Salope éthique de Dossie Easton et Janet Hardy (en) ou, en France, les livres de Françoise Simpère (qui préfère employer le terme de « lutinage »), exposent les principes du mouvement et dispensent des conseils relationnels. Des communautés de polyamoureux existent dans de nombreux pays, la communauté francophone se structurant majoritairement autour du site polyamour.info et se retrouvant pour des échanges d'expériences et des témoignages lors de « cafés poly ». La taille de ces communautés, bien que croissante, reste relativement petite et de nombreux polyamoureux cachent leur vie sentimentale auprès de leur famille ou de leurs collègues de travail.
Selon Niena Rodrigues-Ribeiro Bonnefoy, sexothérapeute et auteur d'articles sur le sujet, il est préférable de parler de « polyamorie » et de « relations non exclusives » plutôt que de regrouper tout sous le terme « polyamour » qui tend à confondre une orientation relationnelle non choisie et des schémas relationnels choisis.
Certaines personnes pratiquant le polyamour utilisent une terminologie tirée du terme « lutinage » utilisé par Françoise Simpère[réf. souhaitée].

### Jean-Paul Sartre et Simone de Beauvoir
En 1929, Jean-Paul Sartre propose à Simone de Beauvoir, après un an de relation, un « pacte de poly-fidélité », lui proposant de vivre des amours multiples entre lesquelles leur relation resterait la principale. Beauvoir acceptant, il s'exclame : « Nous allons réinventer le couple ! » Leur exemple, publiquement assumé, marque fortement les milieux intellectuels parisiens. Cependant, en 2008, la Britannique Carole Seymour-Jones, autrice du livre A Dangerous Liaison, décrit le comportement de Beauvoir comme un « abus d’enfant » se rapprochant de la « pédophilie ». En 2015, dans Simone de Beauvoir et les femmes, Marie-Jo Bonnet qualifie de « contrat pervers » le modus operandi entre Beauvoir et Sartre, qui consistait en ce que la première séduisait de jeunes étudiantes mineures pour les envoyer ensuite au second. Dans ses Mémoires d’une jeune fille dérangée, Bianca Lamblin relate son admiration pour Simone de Beauvoir, qui était alors sa professeur, alors qu'elle avait seize ans. Cette dernière la poussera vers Sartre. L'écrivaine raconte que « Simone de Beauvoir puisait dans ses classes de jeunes filles une chair fraîche à laquelle elle goûtait avant de la refiler, ou faut-il dire plus grossièrement encore, de la rabattre sur Sartre ». En vue des accusations de détournement de mineur et de pédocriminalité, il est difficile de considérer les relations entretenues par Simone de Beauvoir et Jean-Paul Sartre comme respectant le consentement de toutes les personnes concernées (mineures) et donc l'éthique voulue par les personnes polyamoureuses.

## Critique de la monogamie

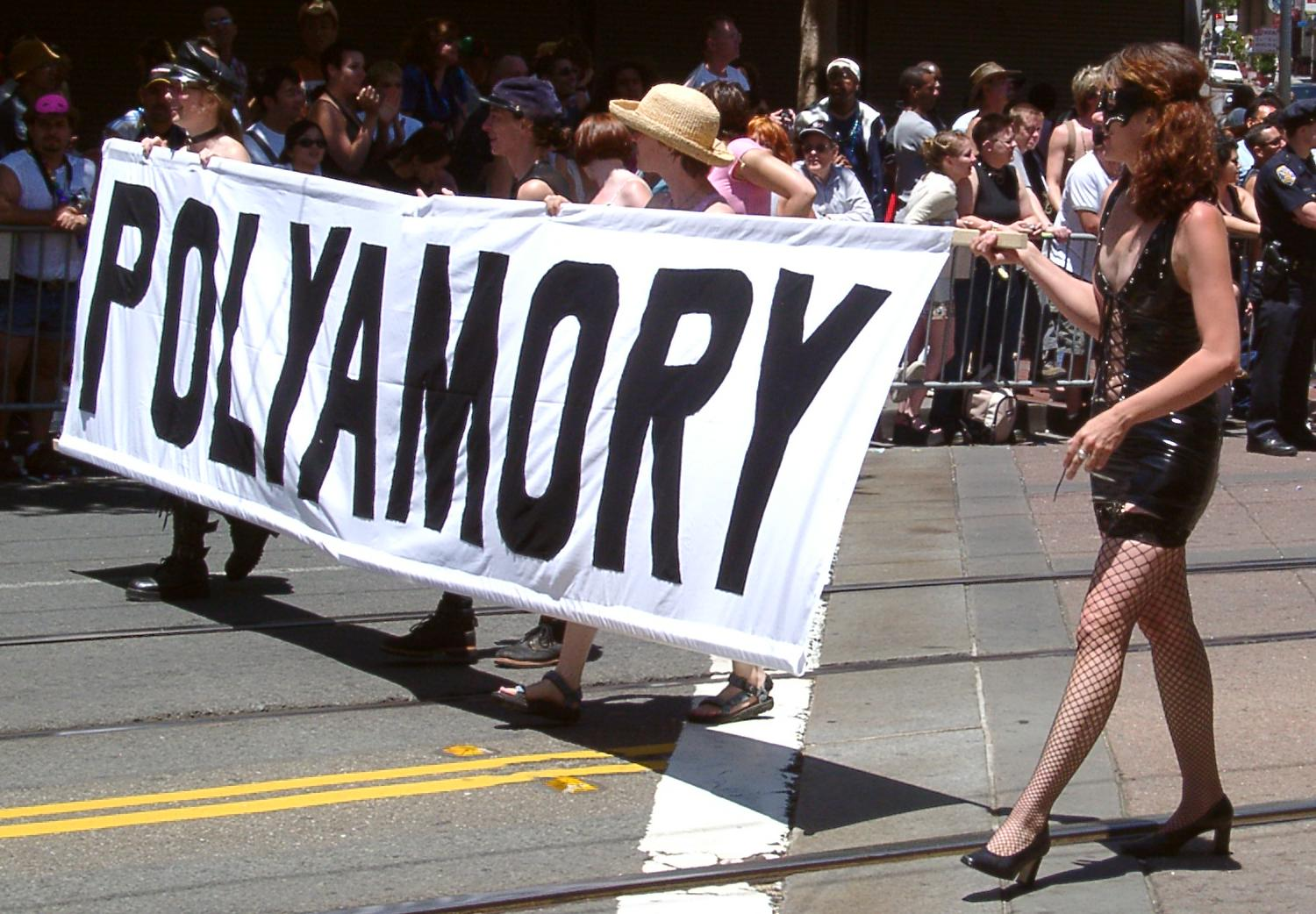
Pride polyamoureuse à San Francisco en 2004.

Pour Meg-John Barker, psychologue, le polyamour remet en question deux éléments clés de la « construction dominante de la sexualité dans la culture occidentale » : le fait que les relations romantiques doivent être monogames, et dans certains cas, le fait que les relations romantiques doivent se limiter à deux personnes.
La critique de la monogamie peut prendre plusieurs formes :
- individualiste, dans la défense du droit de chacun à s'éloigner des normes culturelles et sociétales ;
- utilitariste, certains polyamoureux défendant l'idée que la norme monogame est néfaste à l'épanouissement sexuel ;
- spirituelle, certains polyamoureux inscrivant leur pratique de non-possessivité amoureuse dans une démarche d'épanouissement personnel. Pour Meg-John Baker encore, « il semblerait que le polyamour a la capacité d'aider les gens à explorer différentes facettes d'eux-mêmes, et, peut-être, à une compréhension alternative de leur propre identité via les différentes façons dont ils se voient eux-mêmes reflétés dans les yeux de ceux avec qui ils sont intimement engagés »[21].
- politique, enfin, la non-exclusivité amoureuse pouvant rejoindre une critique plus générale des discours dominants sur la sexualité, les relations hommes-femmes, ou l'organisation de la société. C'est ce qui fait dire à Françoise Simpère, figure majeure de la promotion du polyamour en France, que « le pluriamour est libertaire, anarchiste et révolutionnaire »[22].

### Marxisme
Les critiques politiques de l'exclusivité amoureuse, antérieures à la théorisation du polyamour, font partie des critiques de la famille et du mariage nées au XIXe siècle dans les mouvements marxistes, féministes et anarchistes. À cette époque, la loi accordait au mari un pouvoir quasi-total sur son épouse, qui pouvait dans certains cas ne pas avoir d'existence légale propre (principe de coverture).
Dans L'Origine de la famille, de la propriété privée et de l'État (1884), Friedrich Engels propose une histoire des structures familiales d'un point de vue marxiste. Il est très virulent avec la « famille monogamique », fondée selon lui sur la transmission du capital et « la domination de l'homme ». Il note d'ailleurs que « la monogamie n'est monogamie que pour les femmes seulement », donnant l'exemple du Code Napoléon, qui réprime l'adultère des femmes mais autorise celui des hommes (à partir du moment où il a lieu hors du lit conjugal).

« La monogamie est née de la concentration des richesses importantes dans une même main — la main d'un homme —, et du désir de léguer ces richesses aux enfants de cet homme, et d'aucun autre. Il fallait pour cela la monogamie de la femme, non celle de l'homme, si bien que cette monogamie de la première ne gênait nullement la polygamie avouée ou cachée du second. »

Néanmoins, considérant que « l'amour sexuel est exclusif par nature », il prédit que l'égalité des sexes qu'il appelle de ses vœux « aura pour effet […] de rendre les hommes monogames dans une proportion infiniment plus forte que les femmes ne deviendront polyandres ».
Au début des années 1920, la Soviétique Alexandra Kollontai va plus loin et remet en question la nature exclusive du sentiment amoureux. Estimant que la morale amoureuse est liée à l'idéologie (au sens marxiste du terme), elle propose une histoire politique de l'amour. Elle dénonce l'idéal amoureux monogame de son temps comme étant celui de la bourgeoisie, qui lie de manière indissociable amour, sexualité et mariage, dans l'objectif d'accumulation et de transmission du capital.

« Dans une famille d'artisans du Moyen âge, il n'était point non plus question d'amour lorsqu'on concluait un mariage. Au temps des corporations d'artisans, la famille était aussi une unité de production et reposait sur un principe économique de travail. L'idéal d'amour dans le mariage ne commence à apparaître chez la classe bourgeoise qu'au moment où la famille cesse peu à peu d'être unité de production pour devenir unité de consommation et gardienne du capital accumulé. »

Kollontai théorise un idéal amoureux, nommé « amour-camaraderie », qu'elle veut plus adapté aux besoins de la classe ouvrière. Ses principes, qui sont ceux du polyamour moderne, sont basés sur la « solidarité fraternelle » libérée de la possessivité. Elle-même vit ouvertement des amours multiples.
Partisan des relations libres depuis les débuts de son engagement dans le mouvement du 4 Mai, le chef du Parti communiste chinois Mao Zedong défendait au début de sa carrière politique l'évolution des relations amoureuses vers le polyamour, comme dans la première édition de 1927 du Rapport sur l'enquête menée dans le Hunan à propos du mouvement paysan, où il présente comme une marque d'émancipation l'existence de couples polyamoureux : « Du point de vue de la sexualité, les paysans pauvres disposent aussi d'une liberté correcte. Dans les villages, des relations triangulaires et multi-latérales sont presque universelles chez les paysans pauvres ».

### Anarchisme individualiste
En France, à la même époque, les milieux individualistes libertaires remettent en question le bien-fondé du couple et expérimentent, sous le terme d'amour libre, d'autres modalités de la vie romantique et sexuelle. Par exemple, la vie en communauté de libre sexualité, vie de célibataire pour Madeleine Pelletier, pionnière du droit à l'avortement et du contrôle des naissances, défense du libertinage et de l'échangisme pour E. Armand, qui voulait même en faire une norme, ou légitimation de la figure de l'amant ou de la maîtresse pour Jane de Magny et Georges-Anquetil. Parmi ces expérimentations, on retrouve quelques exemples d'« amours plurielles », comme Sophie Zaïkowska qui vit quelques années avec deux hommes.
Les critiques de la monogamie perdurent aujourd'hui dans les mouvements libertaires comme féministes. En 1997, l'universitaire Victoria Robinson résume : « la monogamie institutionnalisée n’a servi en rien les intérêts des femmes. Elle privilégie les intérêts des hommes et du capitalisme, opérant à travers les mécanismes que sont l’exclusivité, la possessivité et la jalousie, tous regardés à travers les lunettes roses du romantisme ».
En 1997, l'ouvrage dirigé par Corinne Monet et Léo Vidal se livre à une critique approfondie de la relation monogame, mais aussi de toutes les normes et préconceptions qui pèsent aujourd'hui sur l'amour et la sexualité, culturellement héritées d'une longue tradition patriarcale.

### Féminisme
En 2005, la sociologue Elisabeth Sheff a mené une étude intitulée : « Polyamorous women, Sexual Subjectivity and Power »sur les femmes polyamoureuses et leur capacité à influencer les normes sociales et les définitions préexistantes du sexe et de la sexualité. Selon Sheff, le polyamour a le potentiel de modifier la manière dont la société américaine perçoit le pouvoir, le désir sexuel (avoir le droit au plaisir sexuel) et l’objectification des femmes.
Les normes sociales, en Occident, ont été créées en lien avec la monogamie, ce qui encourage certains comportements antiféministes. Les relations monogames renforcent souvent les rôles de genre traditionnels, notamment en matière de relations sexuelles, où l’homme est régulièrement perçu comme dominant. Les femmes sont souvent perçues différemment dans la société lorsqu’elles participent aux mêmes activités ou comportements sexuels que les hommes. Le double standard sexuel affecte les femmes de manière disproportionnée et les dissuade souvent de s’engager dans une relation polyamoureuse, par crainte d’être rejeté socialement.
La recherche menée par Conley et al. en 2012, montre que « 43 % des femmes étudiantes américaines souffraient de dysfonction sexuelle en raison d’un faible désir sexuel lorsqu’elles étaient engagée dans une relation avec un seul homme ». En revanche, les femmes polyamoureuses ont tendance à avoir une plus grande autonomie sexuelle grâce à un environnement de confiance et de communication avec leurs partenaires. Les relations polyamoureuses vont d’ailleurs, généralement, mettre l’accent sur l’égalité entre les partenaires, ce qui va changer les rôles et les dynamiques au sein de ces relations.
Patrick Pharo soutient que le désir de vouloir ajouter un partenaire du sexe opposé ou du même sexe à un couple n’est pas réservé aux hommes et que la reconnaissance des droits des hommes et des femmes à avoir des relations amoureuses avec plusieurs partenaires donne lieu à un changement.
Pour Daniel Welzer-Lang, sociologue, les relations non exclusives représentent une manière « de dépasser la jalousie, donc quelque part l’appropriation exclusive de l’autre ». Pour lui, la pratique polyamoureuse comme « une forme de déconstruction de l’hétéronormativité » reste cependant encore trop en surface : « s'ils se montrent critiques envers le couple traditionnel, les adeptes du polyamour remettent peu souvent en cause la domination masculine et, moins encore, les effets asymétriques et homophobes de cette domination ».
D'autres auteurs féministes et/ou queer mettent en avant que les relations non exclusives hétérosexuelles ne permettent pas de régler en profondeur le problème du sexisme qui s'immisce dans les relations intimes homme-femme. Léo Thiers-Vidal reste critique sur le fait que la non-exclusivité permet de fait la non-exploitation des femmes :  

« Mon travail consiste avant tout à aménager avec les femmes les relations intimes, concrètes de telle façon que l’asymétrie de pouvoir soit amoindrie, par exemple à travers la non-cohabitation [...], mais également la non-monogamie (coupant court à l’appropriation exclusive, renforçant l’indépendance affective et les alternatives relationnelles pour les femmes). Mais le lesbianisme comme stratégie politique pour l’abolition des genres exige bien plus que cet aménagement « éclairé » de l’hétérosexualité : la fin des relations hétérosexuelles en tant que telles. Or, à ce niveau, il est clair que je n’ai pas (encore ?) accepté de perdre certains privilèges en termes d’accès affectif, social et sexuel aux femmes. »

— Sabine Masson et Léo Thiers-Vidal, « Pour un regard féministe matérialiste sur le queer.: Échanges entre une féministe radicale et un homme anti-masculiniste », Mouvements, vol. 20, no 2, 2002, p. 44
Juliet Drouar, dans Sortir de l'hétérosexualité, explique que « Pour les femmes, l'amour c'est oublier ses propres besoins pour servir ceux des autres, pour les hommes, c'est différent : l'amour, c'est profiter ».

## Vocabulaire
Un certain nombre de concepts relationnels ont été développés par la communauté polyamoureuse.
- Compersion[9]. Le fait de se réjouir du bonheur amoureux de son ou sa partenaire, alors que celui-ci est dirigé vers une autre personne. La compersion est un sentiment d'empathie vu comme l'inverse de la jalousie, que les polyamoureux décrivent comme un sentiment de possessivité contrariée.
- Don't ask, don't tell (ne dis rien, ne demande rien) : Désigne le type de relations non exclusives où les partenaires ne parlent pas de leurs métamours.
- Fidélité. La définition traditionnelle de la fidélité (« respect de l'exclusivité sexuelle ») n'a plus de sens dans le cadre d'une relation polyamoureuse. La fidélité se redéfinit alors, comme le dit Françoise Simpère « au sens étymologique de fides, fideis, la confiance »[46]. Fidèle, en tant que polyamoureux, devient synonyme de « digne de confiance », c'est-à-dire honnête et attentif à son ou sa partenaire.
- Hiérarchie relationnelle. Certaines personnes polyamoureuses hiérarchisent leurs relations en relations principales et relations secondaires. D'autres s'y refusent et revendiquent la non-hiérarchisation de leurs relations, voire l'anarchie relationnelle.
- « Kitchen table polyamory » (« à la table de la cuisine ») : Désigne les schémas relationnels où les métamours se connaissent et peuvent se rencontrer.
- Métamour. Désigne un ou une autre partenaire de sa compagne ou son compagnon avec qui il n'y a pas de relation directe.
- Polyacceptance ou polyaccueillance : une personne polyacceptante est une personne monoamoureuse qui accepte d’avoir un ou une partenaire polyamoureuxe, et que celui-ci ou celle-ci puisse donc avoir d’autres partenaires.
- Polycule : ensemble des connexions entre les personnes reliées par des relations directes et indirectes
- Polyfidélité ou polyexclusivité. Désigne les relations exclusives à plus de deux personnes (comme le ménage à trois). Les membres d'une relation polyexclusive y sont tous deux-à-deux intimement proches, et s'engagent à maintenir une exclusivité sexuelle et/ou sentimentale vis-à-vis des extérieurs au groupe. On peut considérer une relation polyfidèle comme une relation « classique » à plus de deux personnes. Le terme polyfidélité est le plus utilisé, mais est parfois critiqué pour la confusion qu'il crée avec la redéfinition du mot « fidélité » dans les relations polyamoureuses.
- Polymâle et polyfake. Stéréotypes péjoratifs désignant des comportements machistes dans les milieux polyamoureux. Le premier désigne un homme « dragueur » mettant en avant son statut de polyamoureux pour lourdement insister sur sa disponibilité sexuelle[47], le second un individu utilisant le polyamour comme « couverture philosophique » pour se donner une grande permissivité sexuelle, sans respect, honnêteté ou bienveillance vis-à-vis de ses partenaires[48].
- Polysaturation : Désigne l'état de saturation liée aux relations polyamoureuses, qui implique la non-possibilité de créer de nouvelles relations.
- Énergie de la nouvelle relation ou ENR : Désigne l'état de passion, d'euphorie et d'excitation qu'une peut ressentir au début d'une nouvelle relation amoureuse. Ce terme, ne désignant pas uniquement les relations polyamoureuses, il est toutefois beaucoup plus employé et pris en compte dans la communauté.

## Prévalence
Selon une enquête menée auprès de plus de 3 000 adultes célibataires aux États-Unis, 1 personne sur 6 souhaiterait s'engager dans une relation polyamoureuse, 1 sur 9 s'est déjà engagée dans une relation de ce type au cours de sa vie, et 1 personne sur 15 connaît quelqu'un qui s'est déjà engagé dans ce type de relation. Les personnes jeunes, de sexe masculin et issues de minorités sexuelles sont plus souvent intéressées par le polyamour. En revanche, les affinités politique, le revenu, la religion, l'origine ethnique ou le lieu de vie ne sont pas associés à un attrait plus fort pour ce mode de relation.

## Visibilité et critiques

### Stigmatisation
Dans les représentations médiatiques dominantes, la non-monogamie est quasiment absente en dehors de l'infidélité. Les relations non-monogames ont tendance à être stigmatisées, la monogamie bénéficiant d'un effet de halo. La non-monogamie consentie, dans les rares cas où elle est présente, est soit punie par le scénario, soit présentée comme « bizarre » et « New Age ». Similairement, de nombreux polyamoureux témoignent de ce que leur pratique est souvent confondue avec l'adultère ou la polygamie, et jugée comme contraire aux normes culturelles ou perverse.
La littérature comme le cinéma décrivent volontiers les relations non exclusives (ou des pratiques assimilables lorsque les relations non exclusives ne sont pas directement citées) comme instables sur le long terme[source insuffisante], et des personnages polyamoureux ou souhaitant avoir plusieurs partenaires romantiques à la fois comme étant des personnes malsaines pour leur entourage et n'hésitant pas à tromper et mentir à leurs proches,.
Les relations non exclusives sont souvent comparées à un désir sexuel envers d’autres personnes que son premier partenaire d’où l’association fréquente avec l’adultère. Cette vision négative transparait dans plusieurs œuvres qui représentent surtout l’aspect sexuel des personnes polyamoureuses avant la diversité des relations que peuvent entretenir ces personnes.
En réalité, les personnes polyamoureuses peuvent être engagées dans différents schémas relationnels dont certains n'impliquant aucune sexualité ou romance. Par exemple, certaines personnes aromantiques remettent en question la hiérarchisation des amours romantiques par rapport aux amours d'autres types. Elles peuvent avoir des relations selon le schéma de l'anarchie relationnelle, des schémas queerplatoniques ou/et plus largement s'identifier comme polyamoureuses et ce, sans forcément avoir de partenaires romantiques.

### Explication de cette stigmatisation
Meg-John Baker relate que les personnes monogames peuvent se sentir menacées par les relations non exclusives, notamment parce qu'il représente une manière honnête d'avoir plus d'un amant ou d'une amante, ce que ces personnes pourraient souhaiter sans l'avouer à cause des normes pesant sur l'infidélité. De plus, les relations polyamoureuses « remettent en question la prétendue exclusion mutuelle des catégories “ami” et “amant” », là où cette frontière est très claire dans les situations de monogamie, où toute personne qui n'est pas l'« amoureux » doit être un « ami ». Enfin, elle défend l'idée que le polyamour « présente le potentiel de remettre en question le fait que les gens sont seulement attirés par les membres du sexe opposé », en rendant possible des situations explicites de bisexualité (relations simultanées avec des personnes de différents genres), ce qui « trouble la binarité mâle/femelle et homo/hétéro comme racines de l'obligation d'hétérosexualité ».

### Effets de la stigmatisation
La stigmatisation des personnes en relation polyamoureuse de la part des proches apportent beaucoup d’incompréhensions ce qui affecte directement les polyamoureux comme un manque de reconnaissance de la relation ou une délégitimation des partenaires. Une recherche menée par Rhonda N. Balzarini, démontre que les parents et les amis des personnes polyamoureuses ont une plus grande tolérance vis-à-vis la première relation par rapport aux relations secondaires, qu’ils jugent illégitime. On y découvre aussi que la communication dans la relation primaire, c’est-à-dire, la première relation qui a été formée, était de meilleure qualité qu’avec les relations secondaires, qui sont ceux qui sont formées après la première. De nombreux autres aspects de la vie de couple sont affectés par la multiplication des relations et le manque de reconnaissance des proches comme le niveau d’implication dans la relation ou le niveau d’activité sexuelle entre les différents membres d’une relation polyamoureuse. Des entrevues avec des personnes polyamoureuses démontrent que beaucoup d’entre-elles craignent de présenter de nouveaux partenaires à leur famille ou leurs amis par peur d’être jugées ou rejetées.
Les enfants de personnes polyamoureuses peuvent aussi être stigmatisés par le statut amoureux de leurs parents. Dévoiler ce type de relation aux enfants comporte le risque de perdre le contrôle sur la diffusion de l’information. Le fait d’être élevé dans une famille qui sort de la norme monogame peut amener des moqueries.

### Amour exclusif ou amour partagé
Depuis début 2010, le concept de polyamour bénéficie d'une couverture médiatique croissante dans les pays francophones, que ce soit par des articles de presse, des émissions de radio ou de télévision. Cette visibilité accrue entraîne des critiques et des débats.
L'un des arguments les plus courants contre le polyamour vient de l'idée selon laquelle lorsque l'amour est partagé entre plusieurs personnes, il est d'une certaine façon diminué. D'après The Ethical Slut, les polyamoureux appellent cet argument « l'argument de l'économie de famine » — ainsi nommé car, d'après eux, il considère l'amour comme un bien matériel, comme la nourriture, qui ne peut être offert à une personne qu'en en privant une autre. Les polyamoureux refusent cette conception de l'amour comme bien de consommation. Un exemple souvent invoqué est celui d'un parent ayant deux enfants sans en aimer moins l'un des deux à cause de l'existence de l'autre.
Un point de vue intermédiaire est que la relation romantique demande temps et énergie, ressources dont aucune des deux n'est infinie. La polysaturation désigne l'état de saturation liée aux relations polyamoureuses, qui implique la non-possibilité de créer de nouvelles relations. Ce sujet des obstacles matériels est un des principaux obstacles au vécu du polyamour[réf. nécessaire], l'autre étant la survivance de la domination d'un modèle de pauvreté de relation. L'écrivain Jacques Salomé, qui a beaucoup écrit sur le couple et la tendresse, parle de la société occidentale contemporaine comme d'une fabrique « d'amputés relationnels » où domine la « privation amoureuse ».[réf. nécessaire]

## Symboles
Plusieurs symboles ont été créés pour représenter la polyamorie et les relations non exclusives.

### Drapeaux

#### Drapeau de 1995

Le drapeau de la communauté polyamoureuse, créé par Jim Evans en 1995.

Le premier drapeau de la communauté polyamoureuse a été conçu par l'Américain Jim Evans en 1995 et déposé dans le domaine public. Il est composé de trois bandes colorées de même largeur et du symbole pi placé au centre du drapeau. Les couleurs des bandes sont, partant du haut pour aller vers le bas : bleu, représentant la communication, l'ouverture d'esprit et l'honnêteté entre tous les partenaires ; rouge, représentant l'amour et la passion ; et noir, représentant la solidarité avec les personnes qui doivent cacher au reste du monde leurs relations à cause des pressions et des discriminations exercées par la société. Le symbole au centre du drapeau est la lettre grecque « pi » en minuscule et dorée, car c'est la première lettre du mot « polyamour ». La couleur or représente la capacité à aimer plusieurs personnes en même temps, tant de nature amicale ou romantique, en opposition aux relations simplement et essentiellement physiques.
Le drapeau initial de Jim Evans a été créé sur Microsoft Paint, à une époque où le polyamour était encore peu connu. Evans a ainsi délibérément choisi de ne pas utiliser le symbole du cœur, lui préférant celui plus discret de pi. L'objectif était de créer un symbole reconnaissable uniquement par les personnes concernées.
Le drapeau du polyamour fait l'objet de critiques au sein des communautés polyamoureuses, notamment en raison du choix des couleurs ou de son manque de lisibilité. Plusieurs designs alternatifs ont été proposés.

#### Drapeau de 2022

Le nouveau drapeau de la communauté polyamoureuse, par Red Howell, choisi après une consultation en ligne en 2022.

En 2022, l'organisation Polyamproud rassemble des vexillologues, designers et représentants de la communauté polya pour créer un nouveau drapeau. Plus d'une centaine de propositions sont examinées, et le comité en sélectionne quatre qui sont ensuite soumises à un vote en ligne. Plus de 30 000 personnes de cinquante pays participent à cette consultation, et le 22 novembre 2022, le drapeau vainqueur est dévoilé. Le triangle représente la croissance et l'évolution, et sa forme asymétrique rappelle que le polyamour fait partie des relations non conventionnelles. À l'intérieur, un cœur d'or symbolise l'amour. Le blanc signifie les possibilités multiples des relations plurielles ; le bleu symbolise l'honnêteté et l'ouverture ; le magenta représente le désir, l'amour et l'attirance ; enfin, le pourpre reflète l'unité de la communauté polyamoureuse. Le drapeau est placé dans le domaine public. Il se veut être le nouveau drapeau du polyamour.

### Cœur infini
|  |

Le symbole du cœur (rouge) mêlé au symbole de l'infini (bleu) a été utilisé sur des pin's (ou épinglette), T-shirts, autocollants, entre autres,. Le symbole du cœur infini a été créé dans les années 1990 par Brian Crabtree, qui l'a mis dans le domaine public.

### Perroquet
Le perroquet est utilisé en tant que symbole du polyamour : Polly est en effet un nom commun donné à ces animaux lorsqu'ils sont domestiqués,,. Le symbole original a été créé en 1998 par Ray Dillinger et est déposé dans le domaine public,.

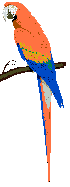
Symbole original par Ray Dillinge

D'autres versions on ensuite vues le jour.

### Journée du polyamour
La journée du polyamour est célébrée au Canada le 23 novembre ; à cette date en 2011, la Cour suprême de la Colombie-Britannique a statué que la « loi anti-polygamie » du Canada ne s’applique pas aux ménages polyamoureux non structurés[source insuffisante].

Une version de 2020 par Di (they-them)

## Personnes polyamoureuses notoires
- Virginia Woolf et Leonard Woolf[réf. nécessaire]
- Jean-Paul Sartre et Simone de Beauvoir[réf. souhaitée]
- Les auteurs de BD Robert Crumb et Aline Kominsky-Crumb[réf. nécessaire]
- Alexandra Kollontaï, femme politique socialiste soviétique, militante féministe opposée à la « captivité amoureuse »
- William Moulton Marston, psychologue et écrivain américain, connu pour avoir créé le personnage de Wonder Woman, vivait en ménage à trois avec sa femme Elizabeth Holloway Marston et Olive Byrne.
- Will Smith et Jada Pinkett Smith[73].
- Shailene Woodley[74].
- Paul Bocuse
- Georges-Anquetil
- Mao Zedong[réf. nécessaire]
- Hélène de Fougerolles
- Reem Kherici
- Bella Thorne
- Asaf Avidan
- Yungblud
- Willow Smith
- Angèle
- Madame de Warens, Jean-Jacques Rousseau et Claude Anet[75],[76]

## Dans les arts et la culture populaire

### Dans la littérature (exemples)
- L'Invitée, de Simone de Beauvoir (1943)
- Jules et Jim de Henri-Pierre Roché (1953)
- Toute Emmanuelle d'Emmanuelle Arsan  (ISBN 9782277210467) (1978)
- On a volé le Big Bang de Jacques Guyonnet (2000)
- Corps Sonores de Jul' Maroh (2017)
- La Salope éthique, Dossie Easton et Janet Hardy (en) (1997)
- Aimer plusieurs hommes, Françoise Simpère (2004)
- Guide des amours plurielles, Françoise Simpère (2009)
- More than two, Franklin Veaux et Eve Rickert (2014)
- Compersion: Transcender la jalousie dans le polyamour, Hypatia From Space (2017)
- Le nouveau guide des amours plurielles, Françoise Simpère (2020)
- Osez le polyamour, Eve de Candaulie, La Musardine (2020)
- De polyamour et d'eau fraîche, Cookie Kalkair, Cristina Rodriguez et Elsa Herbert, Steinkis (2021)
- Du temps et des mots, Ella Silloë, aka éditions (2021)
- Aimer au delà du couple, joies et doutes d'une polyamoureuse , Ella Silloë, aka éditions (2023)
- Pourquoi pas le polyamour?, Marie-Claude L'Archer, Les Éditions de l'Homme (2023)

### Au cinéma
- Sérénade à trois (Design for Living) d'Ernst Lubitsch (1933)
- Jules et Jim de François Truffaut (1962)
- Le Bonheur de Agnès Varda (1965)
- César et Rosalie de Claude Sautet (1972)
- La Maman et la Putain de Jean Eustache (1973)
- Les Valseuses de Bertrand Blier (1974)
- Pourquoi pas ! de Coline Serreau (1977)
- Nola Darling n'en fait qu'à sa tête de Spike Lee (1986)
- Splendeur de Gregg Araki (1999)
- Ordinary Decent Criminal par Thaddeus O'Sullivan (2000)
- Bandits de Barry Levinson (2001)
- Nous étions libres de John Duigan (2004)
- Shortbus de John Cameron Mitchell (2006)
- Les Chansons d'amour de Christophe Honoré (2007)
- Vicky Cristina Barcelona de Woody Allen (2008)
- Les Amours imaginaires de Xavier Dolan (2010)
- Savages d'Oliver Stone (2012)
- À trois on y va de Jérôme Bonnell (2015)
- Apnée de Jean-Christophe Meurisse (2016)
- Lutine de Isabelle Broué (2016)
- My Wonder Women d'Angela Robinson (2017)
- Song to Song de Terrence Malick (2017)
- Les Goûts et les Couleurs de Myriam Aziza (2018)

### À la télévision

#### Thème principal
- Polyamory: Married and Dating (en), téléréalité américaine
- You Me Her, série américaine (5 saisons, 2016-2020)
- Nola Darling n'en fait qu'à sa tête (série télévisée) (2017-2019)
- J'ai deux amours, mini-série (2018)
- Wanderlust, série britannique de Nick Payne (saison 1 : 2018)
- Trigonometry, mini-série (2020)[77]
- Compersion, web-série (2016-)[78]
- Sans vouloir vous déranger, web-série (2017-)[79]
- Unicornland, web-série (2017-)[80]
- Fluide, mini-série française (2021)
- Amour libre, docu-réalité québécoise (2022)[81]

#### Poly-friendly
- Easy (2016-2019)
- Elite, série espagnole (2018-)
- Les Demoiselles du téléphone, série espagnole (2017-2020)
- Sense8, série originale des Wachowski (2015-2018)
- Siren (2018-2020)
- Ici tout commence (2020-), présence de personnages polyamoureux depuis l'épisode 193 (28 juillet 2021)

### Dans la presse
- Usbek & Rica dans le cadre d'un concours « Polyamour et habitat : des capsules modulables selon vos désirs » publie le projet « Capsul » imaginé par Camille Alm, Mathilde Bizard et Cosima Parré, de l’école Condé à Toulouse qui a pensé à une adaptation du mode d’habitat qui permettrait aux polyamoureux de vivre ensemble, qu’ils soient deux, trois, quatre ou sept[82].

### Sur Internet
- (en) Kimchi Cuddles[83], WebComic par Tikva Wolf
- (en) Boyfriends, Webcomics par refrainbow

### En musique
- Le temps est bon d'Isabelle Pierre, 1972
- Je l'aime aussi de Jean-Jacques Goldman, Carole Fredericks et Michael Jones, 1990
- 4 mots sur un piano de Jean-Jacques Goldman, 2007
- Polyamour de Reflex (Ludmila Cassar et André Dalcan) ; cf. vidéo clip également, 2016
- Mais les enfants d'Oldelaf, 2018
- Polyamour[84] de Lumière (Étienne Côté), 2021

### Sources
- [Engels 1884] Friedrich Engels (trad. Éditions du Progrès, Moscou, 1976), L'Origine de la famille, de la propriété privée et de l'État, 1884 (lire en ligne)
- [Kollontaï 1923] Alexandra Kollontaï, « Place à l'Eros ailé ! (Lettre à la jeunesse laborieuse) », Молодая гвардия (« La jeune Garde »), no 3,‎ mai 1923 (lire en ligne, consulté le 18 novembre 2015)
- [Baker 2005] (en) Meg Baker, « This is my partner, and this is my… partner’s partner: Constructing a polyamorous identity in a monogamous world », Journal of Constructivist Psychology, no 18(1),‎ 2005, p. 75-88 (DOI 10.1080/10720530590523107, lire en ligne, consulté le 14 novembre 2015)
- (en) Christian Klesse, « Toward a Genealogy of a Discourse on Women’s Erotic Autonomy: Feminist and Queer-Feminist Critiques of Monogamy », Signs: Journal of Women in Culture and Society, vol. 44, no 1,‎ septembre 2018, p. 205–231 (ISSN 0097-9740 et 1545-6943, DOI 10.1086/698283, lire en ligne, consulté le 5 septembre 2023)

### Filmographie
- La Grande Amoureuse, documentaire de Martine Asselin, 2007